# Список умерших в 1790 году
В этой статье представлен список известных людей, умерших в 1790 году.
См. также: Категория:Умершие в 1790 году

## Январь
- 5 января — Шеффер, Якоб Кристиан
- 18 января — Иттар, Стефано
- 25 января — Тендуччи, Джусто Фернандо, итальянский композитор, певец-кастрат.

## Февраль
- 5 февраля — Каллен, Уильям
- 20 февраля — Иосиф II (48) король Германии.

## Март
- 12 марта — Андраш Хадик фон Футак, австрийский фельдмаршал времён Семилетней войны.
- 17 марта — Джезаирли Гази Хасан Паша, османский великий визирь и адмирал.

## Август
- 1 августа — Фридрих Генрих Штрубе де Пирмонт, российский учёный немецкого происхождения, член Санкт-Петербургской Академии Наук (1738). Один из авторов так называемой «норманской теории» возникновения русской государственности.
- 29 августа — Людвиг Гюнтер II Шварцбург-Рудольштадтский, князь Шварцбург-Рудольштадта в 1767—1790 годах из Шварцбургского дома.

## Ноябрь
- 2 ноября — Крае, Ламберт, немецкий художник и коллекционер.